# Derville
Pour les articles homonymes, voir Derville (homonymie).
Derville est une société spécialisée dans la confection de chaussures sur mesure pour Homme, établie dans le passage des deux Pavillons, situé derrière le Palais Royal à Paris. Fondée  par la société Alliance Tech.en 2005, l'entreprise s'est forgée une réputation solide en offrant des chaussures haut de gamme, entièrement personnalisées pour répondre aux besoins et aux goûts uniques de sa clientèle exigeante.

## Historique
La société Derville a ouvert ses portes dans le prestigieux passage des Pavillons en 2007, un lieu emblématique au cœur de la capitale française. La genèse de Derville remonte à 2006, lorsque Olivier Carrobourg et son épouse Véronique ont lancé cette entreprise avec la vision de créer des chaussures d'exception, alliant artisanat traditionnel et esthétique moderne. Derville s'est distinguée par son engagement envers la qualité artisanale et son savoir-faire exceptionnel dans la création de chaussures sur mesure. L'entreprise a su allier tradition et modernité pour offrir des pièces uniques, allant au-delà de simples accessoires pour devenir de véritables œuvres d'art à porter.

## Fabrication
L'entreprise a utilisé le concept d'un scanner 3D pour prendre les mesures des pieds jusqu'en 2020,. Depuis, Derville a choisi de remettre à l'ordre du jour la prise de mesure manuelle pour les inconditionnels de l'artisanat. Les souliers sont montés en collaboration avec une société situé dans la région de Cholet.

## Diversification
Au fil des années, Derville a élargi son éventail de produits en se diversifiant dans le domaine de la maroquinerie et des articles de décoration pour la maison. Cette extension stratégique a permis à l'entreprise de répondre aux besoins variés de sa clientèle, tout en maintenant les normes élevées de qualité et de design qui ont fait sa renommée.

## Label "Fabriqué à Paris"
En reconnaissance de son engagement envers la fabrication locale et artisanale, Derville a obtenu le label prestigieux "Fabriqué à Paris". Ce label atteste que l'entreprise contribue activement au tissu économique de la ville en produisant des articles de qualité, conçus et fabriqués à Paris. Cette labellisation renforce la position de Derville en tant que fierté de l'industrie artisanale parisienne et souligne son attachement à la préservation des traditions artisanales tout en évoluant avec les tendances contemporaines.